# Ресурсы (Windows)
Ресурсы Microsoft Windows — данные, встроенные в EXE, DLL, CPL и (начиная с Windows Vista) MUI-файлы. Доступ к этим данным можно получить через функции Windows API.

## Типы ресурсов
У каждого ресурса есть имя и тип. В Windows используются следующие предопределённые типы ресурсов.
- Курсор
- Значок (иконка)
- BMP
- Шаблон диалогового окна
- Шрифт
- HTML-документ
- Строковый тип
- Данные о версии EXE/DLL

Разработчик может также использовать собственные типы ресурсов.

## Использование
Значок, или иконка (от англ. icon), который Windows использует для отображения EXE-файла, — это первый значок, который прописан в качестве ресурса в этом файле. Если такого ресурса в файле нет, то используется значок из библиотеки стандартных значков Windows. Версия программного продукта, прописанная в ресурсах, показывается на закладке Версия в окне свойств.
Существуют программы-редакторы, позволяющие изменять ресурсы, встроенные в EXE-файлы (например, Resource Hacker или Resource Tuner). Они применяются для локализации программного обеспечения или замены значков.